# Пермус
Пермус или Пермусозеро (рус. Пермус, Пермусозеро) слатководно је језеро ледничког порекла смештено у централном делу Мурманске области, на крајњем северозападу европског дела Руске Федерације. Језеро се налази на крајњем западу Кољског полуострва, на његовој најзападнијој граници и административно припада Оленегорском округу. Налази се на свега 4 километра северније од Имандре са којом је повезано преко своје једине отоке, реке Курењге. Припада басену Белог мора.
Језеро је физиономски јако издужено у смеру север-југ у дужини од 12,7 км, док се ширина креће од једног до 4,3 километра. Са површином акваторије од 24,2 км² налази се на 30. месту у области. Укупна дужина обалске линије је око 48 км, а сама површина језера лежи на надморској висини од 141 метра. Карактерише га плувијално-нивални режим храњења. Његове северне обале су доста ниже и мочварније у односу на јужне делове. На језеру се налази неколико острва, а највеће међу њима дугачко је око 630 метара.
Дуж западне обале језера иде деоница аутопута Мурманск−Санкт Петербург. На западној обали језера лежи град Оленегорск, док је насупрот њега насеље Високиј.
Еколошка слика језера није на завидном нивоу пошто је у језерској води примећено присуство бакра у концентрацијама до 3 пута вишим од дозвољених, те мангана чије су концентрације петоструко више од дозвољених.